# 행복을 여는 아침
오수진의 행복을 여는 아침은 대한민국의 라디오 채널 cpbc FM(수도권 FM 105.3㎒)에서 월~토요일 아침 7시부터 오전 9시까지 방송되는 아침 출근길 라디오 프로그램이다.

## 역사
2013년 10월 21일에 첫방송되었으며, 원래는 가톨릭 찬양 전문 프로그램이었으나, 2021년 4월 19일에 클래식 음악, 팝 음악, K-pop 위주의 프로그램으로 변경되었다.

## 역대 DJ
- 2013년 10월 21일 ~ 2023년 10월 28일 : 김지현 아나운서
- 2023년 10월 30일 ~ 현재 : 오수진 기상 캐스터

## 역대 방송시간
| 방송 채널 | 방송 기간                           | 방송 시간                        |
| --------- | ----------------------------------- | -------------------------------- |
| cpbc FM   | 2013년 10월 21일 ~ 2015년 10월 17일 | 월~토요일 아침 8:10 ~ 아침 8:50  |
| cpbc FM   | 2015년 10월 19일 ~ 2016년 4월 16일  | 월~토요일 아침 8:05 ~ 오전 9:00  |
| cpbc FM   | 2016년 4월 18일 ~ 2018년 12월 1일   | 월~토요일 아침 8:00 ~ 오전 9:00  |
| cpbc FM   | 2018년 12월 3일 ~ 2019년 6월 1일    | 월~토요일 아침 8:40 ~ 오전 10:00 |
| cpbc FM   | 2019년 6월 3일 ~ 2021년 10월 16일   | 월~토요일 아침 8:00 ~ 오전 10:00 |
| cpbc FM   | 2021년 10월 18일 ~ 현재             | 월~토요일 아침 7:00 ~ 오전 9:00  |

## 코너
1부
- 월~금 : 딩동! 오늘을 배달합니다 / 오.문.아. / 모닝콜 필요하신 분
- 토요일 : 이 주의 책

2부
- 월~금 : 내 맘속 한줄 복음
- 월요일 : 그래, 결심했어! - 추준호 예레미야 (생활성가 가수)
- 화요일 : 다시, 성당으로 - Fr. 이용현, 진슬기, 노비스꿈, Sr. 박미라
- 수요일 : 지구를 구하는 지구마켓 - 양채윤 엘리사벳 (쇼호스트)
- 목요일 : 행복, 육아살롱 - 최현정 아가타 (방송인), 패런트리
- 금요일 : 같이 삽시다 - 정석 예로니모, 고유경 헬레나 (ME 부대표)
- 토요일 : 보물찾기 - 김이슬 세라피나 (작가, 매월 첫 주)

## 같이 보기
관련 항목
- 클래식 음악
- 팝 음악
- K-pop

방송 프로그램
- 이숙영의 러브FM (SBS 러브FM)
- 김영철의 파워FM (SBS 파워FM)
- 참 좋은 오늘 은빛수녀입니다 (cpbc FM)